# چشمه چهل‌شهید دژکرد
چشمه چهل شهیدان دژکرد از چشمه‌های شهرستان اقلید در استان فارس است.این
چشمه در مجاورت شهر دژکرد قرار دارد
```
آب زلال چشمه ساران در پای کوه های بلند زاگرس با درختان با طراوات خویش تپه ماهواره های زیبا و جنگلی را طی می کند . این تفرجگاه دارای چشم اندازهای زیبا نظیر چشمه، کوه و فضای سبز می باشد .
```

## منبع
- اطلس راه‌های ایران، موسسه کارتوگرافی گیتاشناسی